# Hundarekyrka
Hundarekyrka var en huvudkyrka som enligt Upplandslagen skulle finnas i varje hundare. Varje Hundare bestod av åtta (eller tio om det var ett "stor-hundare") tolfter - och således kallades övriga kyrkor i Hundaret för tolft-kyrkor. Kyrkan var den äldsta kyrkan i Hundaret och låg ofta vid den gamla hedniska tingsplatsen, kallad Tuna.
Exempel på hundarekyrkor i Uppsalatrakten är Vaksala, Rasbo, Alunda, Bälinge och Trefaldighet i Uppsala.